# 超常狼蛛
超常狼蛛（学名：Lycosa immanis）为狼蛛科狼蛛属的动物。分布于俄罗斯以及中国大陆的甘肃、内蒙古等地。